# (76628) Kozí Hrádek
(76628) Kozí Hrádek, désignation internationale (76628) Kozi Hradek, est un astéroïde de la ceinture principale.

## Description
(76628) Kozi Hradek est un astéroïde de la ceinture principale. Il fut découvert le 22 avril 2000 à l'Observatoire Kleť par Jana Tichá et Miloš Tichý. Il présente une orbite caractérisée par un demi-grand axe de 3,10 UA, une excentricité de 0,04 et une inclinaison de 11,4° par rapport à l'écliptique.

## Compléments